# Gates (Tennessee)
Gates é uma cidade  localizada no estado norte-americano de Tennessee, no Condado de Lauderdale.

## Demografia
Segundo o censo norte-americano de 2000, a sua população era de 901 habitantes.
Em 2006, foi estimada uma população de 858, um decréscimo de 43 (-4.8%).

## Geografia
De acordo com o United States Census Bureau tem uma área de
1,8 km², dos quais 1,8 km² cobertos por terra e 0,0 km² cobertos por água. Gates localiza-se a aproximadamente 132 m acima do nível do mar.

## Localidades na vizinhança
O diagrama seguinte representa as localidades num raio de 24 km ao redor de Gates.